# Назарова Ніна Степанівна
Ніна Степанівна Назарова (?, місто Кам'янське, тепер Дніпропетровської області — ?) — українська радянська діячка, конструктор Дніпровського металургійного заводу імені Дзержинського Дніпропетровської області. Депутат Верховної Ради СРСР 3-го скликання.

## Життєпис
Народилася в родині робітника. Батько, Степан Макарович, працював робітником Дніпровського металургійного заводу в місті Кам'янському (Дніпродзержинську).
Закінчила школу фабрично-заводського навчання при Дніпровському металургійному заводі, здобула спеціальність токаря.
Працювала на Дніпровському металургійному заводі токарем, а потім — конструктором.
Закінчила вечірній металургійний інститут в місті Дніпродзержинську.
Піл час німецько-радянської війни евакуйована в східні райони СРСР, працювала конструктором механічного цеху Магнітогорського металургійного комбінату Челябінської області.
З 1944 року — конструктор Дніпровського металургійного заводу імені Дзержинського Дніпропетровської області.